# Isola Graham
L'isola Graham è un'isola del Canada.

## Geografia
L'isola Graham è una delle isole Regina Elisabetta, nel grande arcipelago artico canadese al largo della più grande isola di Ellesmere. Appartiene amministrativamente alla Regione di Qikiqtaaluk nel Nunavut canadese ed è completamente disabitata.
Con una superficie di 1.378 km² l'isola si colloca al 265º posto tra le isole più grandi del mondo.